# Javier Ambrossi
Francisco Javier García da Camacha Gutiérrez-Ambrossi (Madrid, 24 de junho de 1984), conhecido como Javier Ambrossi, é um realizador, argumentista, produtor, actor e apresentador de televisão espanhol. É também reconhecido por ser irmão da actriz e cantora espanhola Macarena García.

## Biografia
Francisco Javier García da Camacha Guttiérrez-Ambrossi nasceu em Madrid, a 24 de junho de 1984, filho de Javier García da Camacha e Sofía Gutiérrez-Ambrossi, sendo o irmão mais velho de Macarena García. Estudou Jornalismo na Faculdade de Ciências de Informação da Universidade Complutense de Madrid e Dramaturgia na Real Escola Superior de Arte Dramática (RESAD).

Começou a sua carreira como actor em anúncios de publicidade, dando mais tarde o salto para as séries de televisão com pequenos papéis em El comisario, Génesis: En la mente del asesino, Hermanos y detectives, Amar en tiempos revueltos, Cuéntame cómo pasó, Maitena: estados alterados, La fuga e Arrayán, destancando-se pelas suas interpretações nas séries Sin tetas no hay paraíso e Ciega a citas do canal Cuatro. Durante o mesmo período, teve algumas participações no cinema, tendo integrado o elenco de Sexykiller, morirás por ella e interpretado o personagem principal em El triunfo de Mireia Ros, filme ambientado na cidade de Barcelona, durante os anos 80, e exibido nos festivais de cinema de Málaga e na Berlinale. No teatro, participou na peça El enemigo de la clase de Nigel Williams, dirigido por Marta Angelat, e em Beaumarchais de Sacha Guitry, dirigido por Josep Maria Flotats, e como apresentador, estreou-se no canal de música da TDT Fly Music, tendo ainda trabalhado como repórter para o canal internacional Animax ou colaborado no programa Likes da Movistar+.

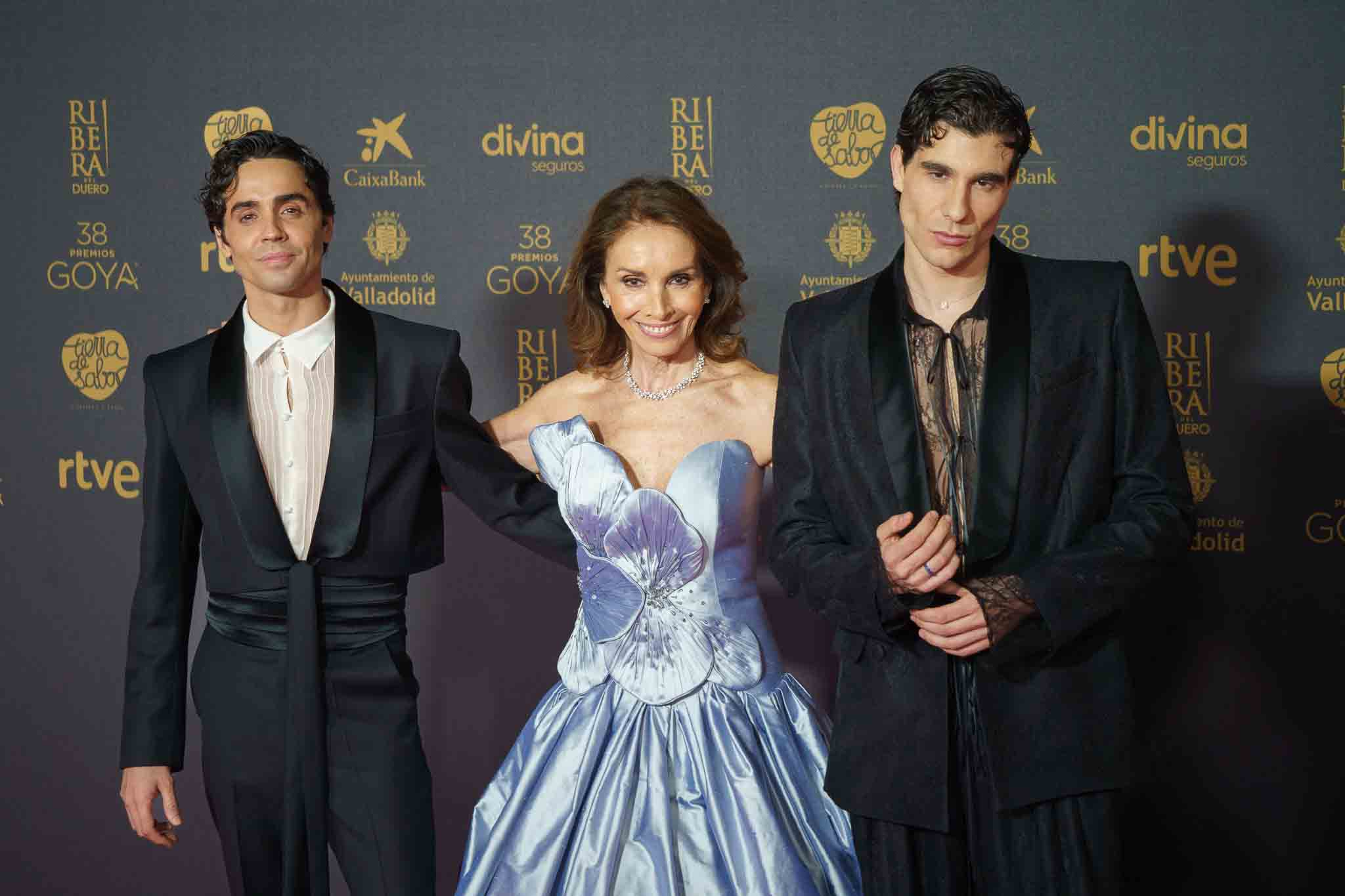
Javier Ambrossi, Ana Belén e Javier Calvo nos Prémios Goya de 2024

No início da década de 2010, não conseguindo singrar de forma estável no cinema ou na televisão, Javier Ambrossi começou a trabalhar no bar-restaurante 'Válgame Dios', situado em pleno centro de Madrid, como camareiro, pondo temporariamente de lado o seu sonho, enquanto durante o mesmo período, a sua irmã Macarena García conquistava o Concha de Plata de melhor actriz no festival de San Sebastián pelo seu papel em Blancanieves, de Pablo Berger. Sobre esses anos, revelou posteriormente numa entrevista que "O processo com a minha irmã foi complicado porque, claro, eu também queria ser actor e de repente ela lançou-se e para mim estava a custar muito e não conseguia arrancar nada", "Parece uma coisa tonta, mas acredito que tive um príncipio de uma grande depressão (...) não ia à terapia, se fosse de certeza que o confirmariam (...) mas trabalhar me ajudou a sair dela".
Poucos anos depois, junto com o seu companheiro amoroso, o actor e realizador Javier Calvo, o casal, apelidado de Los Javis, começou a escrever e dirigir obras teatrais, como o musical La llamada, em 2013, que ganhou o Broadway World de Melhor Diretor Artístico, ou ainda realizado e produzido séries de enorme sucesso sob a sua própria companhia de produção Suma Content, como Paquita Salas (2016), vencedora de três Prêmios Feroz e do Prêmio Ondas, Veneno (2020), inspirado na vida de La Veneno, La mesías (2023), produzida pela Movistar Plus+, ou ainda Vestidas de azul (2023). No cinema, o casal estreou-se na realização ao adaptar para o grande ecrã o seu musical, La llamada, sendo os dois nomeados, entre muitos outros prêmios, aos Goya nas categorias de Melhor Estreia na Realização e Melhor Guião Adaptado para além de terem vencido o Prêmio Gaudí e o Prémio Fotogramas de Plata nesse mesmo ano.
Desde o seu lançamento com a peça La llamada, foi convidado para ser um dos professores de interpretação no programa de televisão Operación Triunfo 2017, parte do painel do Mask Singer: Adivina quién canta, em 2020, e ainda júri residente no programa Drag Race España, desde 2021, tendo realizado várias aparições e participações especiais em vários programas televisivos, quase sempre ao lado do seu companheiro Javier Calvo.
No dia 28 de junho de 2021, Dia Internacional do Orgulho LGBTI, foi-lhe entregue o Reconhecimento Arcoíris, outorgado pelo Ministério de Igualdade de Espanha e a Direcção Geral de Diversidade Sexual e Direitos LGTBI, em reconhecimento à visibilidade LGTBI no âmbito da cultura à série Veneno. Recebeu o reconhecimento como co-creador da série.
Em 2024 foi um dos co-apresentadores da cerimónia dos Prémios Goya.

## Filmografía como realizador

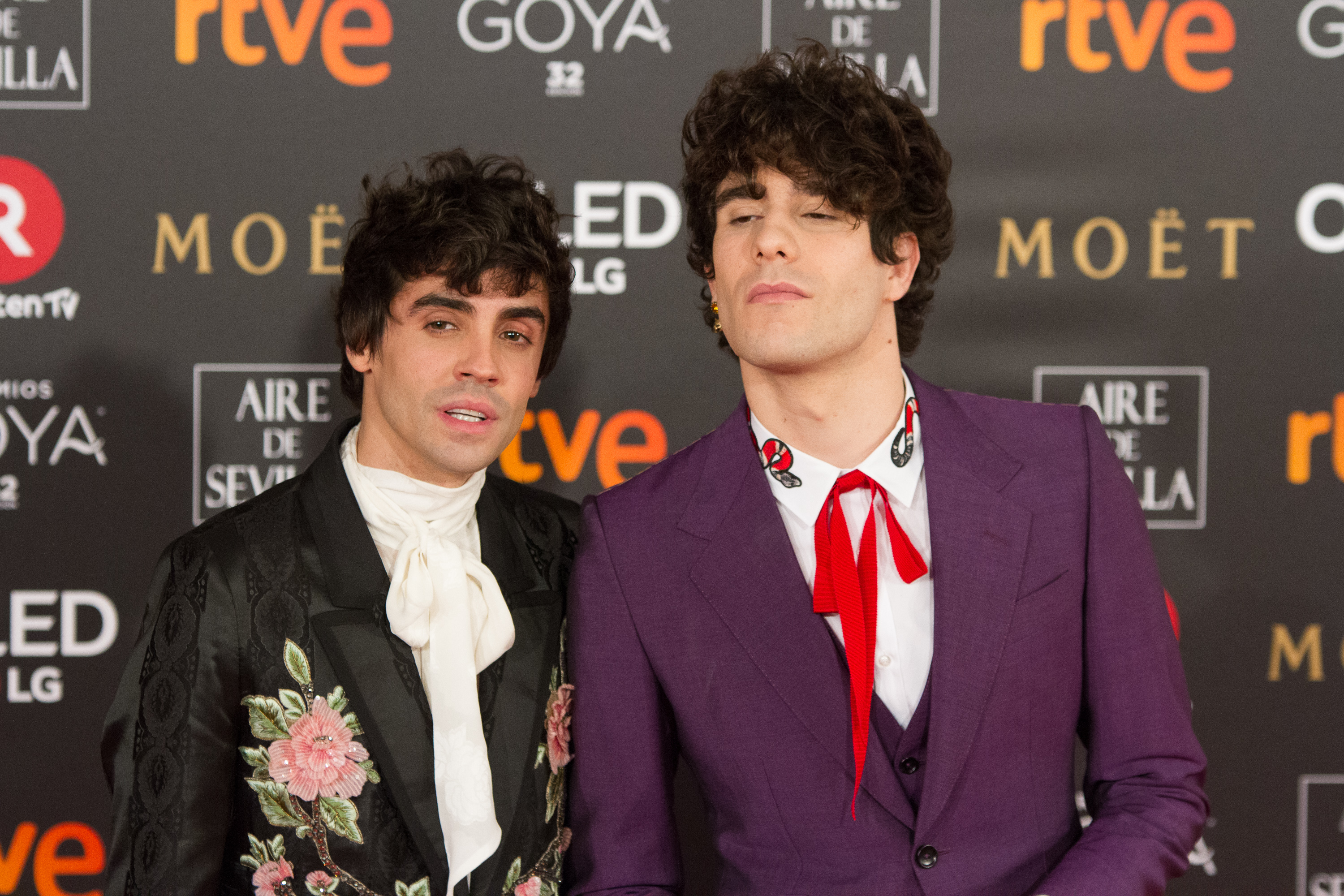
Los Javis nos Prémios Goya de 2018

### Cinema
| Ano  | Título              | Notas                             |
| ---- | ------------------- | --------------------------------- |
| 2017 | La llamada          | Realizador, produtor e roteirista |
| TBA  | Mi querida señorita | Produtor                          |

### Televisão
| Año         | Título                          | Cadena              | Notas                                     |
| ----------- | ------------------------------- | ------------------- | ----------------------------------------- |
| 2016 - 2019 | Paquita Salas                   | Flooxer / Netflix   | Criador, realizador e guionista           |
| 2018        | Looser                          | Flooxer             | Productor executivo                       |
| 2019        | Terror y feria                  | Flooxer             | Productor executivo                       |
| 2020        | Veneno                          | Atresplayer Premium | Criador, realizador e guionista           |
| 2021 - 2023 | Cardo                           | Atresplayer Premium | Productor                                 |
| 2021        | Una Navidad con Samantha Hudson | Atresplayer Premium | Productor                                 |
| 2023        | La Mesías                       | Movistar+           | Criador, produtor, realizador e guionista |
| 2023 - 2024 | Vestidas de azul                | Atresplayer Premium | Productor                                 |
| TBA         | Piraña                          | Atresplayer Premium | Criador                                   |
| TBA         | Mariliendre                     | Atresplayer Premium | Productor                                 |
| TBA         | Superestar                      | Netflix             | Productor                                 |

## Filmografia como actor

### Televisão
| Año         | Serie                            | Canal               | Personaje      | Notas        |
| ----------- | -------------------------------- | ------------------- | -------------- | ------------ |
| 2004        | El comisario                     | Telecinco           | Manu           | 1 episodio   |
| 2006        | Génesis: En la mente del asesino | Cuatro              | Tobías         | 1 episodio   |
| 2007        | Hermanos y detectives            | Telecinco           | Sebastián      | 1 episodio   |
| 2007 - 2008 | Amar en tiempos revueltos        | La 1                | Sergio         | 6 episodios  |
| 2008        | Sin tetas no hay paraíso         | Telecinco           | Gustavo        | 7 episodios  |
| 2008 - 2009 | Maitena: Estados alterados       | La Sexta            | Charly         | 8 episodios  |
| 2011 - 2012 | Las crónicas de Maia             | Atresplayer         | Pablo          | 5 episodios  |
| 2012        | La fuga                          | Telecinco           | Gallardo       | 1 episodio   |
| 2012        | Imperium                         | Antena 3            | Esclavo        | 1 episodio   |
| 2012        | Arrayán                          | Canal Sur           | Jessie         | 25 episodios |
| 2014        | Ciega a citas                    | Cuatro              | Cristiano      | 19 episodios |
| 2015 - 2016 | Cuéntame cómo pasó               | La 1                | Richi          | 11 episodios |
| 2018        | Looser                           | Flooxer             |                | 1 episodio   |
| 2019        | La otra mirada                   | La 1                | Benito Padilla | 1 episodio   |
| 2020        | Física o química: El reencuentro | Atresplayer Premium |                | 1 episodio   |
| 2022        | Dos años y un día                | Atresplayer Premium |                | 1 episodio   |

#### Como colaborador/apresentador
- Fly Music. Apresentador
- Animax.  Repórter
- Likes. Colaborador
- Operação Triunfo. Professor de interpretação 2017-2018.
- Trabalho temporário. Concorrente
- Mask Singer: adivina quien canta. Júri (2020-presente)
- Drag Race Espanha. Júri (2021-presente)
- Drag Race España: All Stars Júri (2024)
- Prêmios Goya. Apresentador (2024)

## Teatro

#### Como autor e diretor de cena
- Windsor. Como autor e diretor (2012)
- Miss Fogones Universal. Como autor e diretor (2013)
- La llamada. Como autor e diretor com Javier Calvo (2013-2023)

#### Como actor
- Beaumarchais. Dirigida por Josep Maria Flotats com texto de Sacha Guitry. (2010–2011)
- A saco!. Dirigida por Juan José Afonso com texto de Joe Orton, Loot. (2010)
- El enimigo de la clase. Dirigida por Marta Angelat com texto de Nigel Williams. (2007–2009)

## Prêmios
Prêmios Goya
| Ano  | Categoria                      | Filme      | Resultado |
| ---- | ------------------------------ | ---------- | --------- |
| 2017 | Melhor guião adaptado          | La llamada | Nomeado   |
| 2017 | Melhor Revelação na Realização | La llamada | Nomeado   |

Prêmios Feroz
| Ano  | Categoria               | Filme         | Resultado |
| ---- | ----------------------- | ------------- | --------- |
| 2017 | Melhor série de comédia | Paquita Salas | Vencedor  |
| 2018 | Melhor filme de comédia | La llamada    | Vencedor  |
| 2019 | Melhor série de comédia | Paquita Salas | Nomeado   |
| 2020 | Melhor série de comédia | Paquita Salas | Nomeado   |
| 2024 | Melhor série dramática  | La Mesías     | Vencedor  |
| 2024 | Melhor guião numa série | La Mesías     | Vencedor  |

Medalhas do Círculo de Escritores Cinematográficos
| Ano  | Categoria                   | Filme      | Resultado |
| ---- | --------------------------- | ---------- | --------- |
| 2017 | Melhor guião adaptado       | La llamada | Nomeado   |
| 2017 | Melhor realizador revelação | La llamada | Nomeado   |

Prêmios Fotogramas de Prata
| Ano  | Categoria                                 | Filme      | Resultado |
| ---- | ----------------------------------------- | ---------- | --------- |
| 2017 | Melhor filme espanhol segundo os leitores | La llamada | Vencedor  |

Prêmios Forqué
- 2024 Melhor série (Ganhador)

Prêmios Ondas
- 2017 Melhor série de ficção de emissão digital: Paquita Salas de Netflix. (Ganhador)

- 2020 Melhor intérprete de ficção feminino nacional: Jedet Sánchez, Daniela Santiago e Isabel Torres (ex aequo) por Veneno. (Ganhador)